# Pollo fritto coreano
Il pollo fritto coreano, chiamato in coreano chicken (치킨?, chikinLR, abbreviazione di fried chicken, "pollo fritto" in inglese), è una tipologia di pollo fritto creata in Corea del Sud.

## Storia
Sangayorok, un ricettario del 1459 scritto da Jeon Sun-ui, attesta che in Corea si cuocesse il pollo nell'olio già durante la dinastia Joseon: non si trattava però di una frittura profonda con pastella come quella del moderno pollo fritto, bensì di una rosolatura, e il piatto così ottenuto, chiamato pogye (포계?, 炮鷄?), veniva servito con salsa di soia cheongjang, olio di semi di sesamo e aceto.
Il pollo fritto vero e proprio comparve in Corea del Sud dopo la Guerra di Corea attraverso le basi militari statunitensi, in cui veniva servito. Un primo esempio apparve sul finire degli Anni Sessanta quando il Myeongdong Yeongyang Center di Seul cominciò a vendere polli interi grigliati nel forno elettrico. La sua diffusione coincise con il lancio nel Paese del primo olio vegetale nel 1971, e sei anni dopo venne aperto il primo ristorante di pollo fritto, il Lims Chicken presso il Shinsegae Department Store. Nel 1982 Pelicana Chicken inventò la variante yangnyeom, caratterizzata da una salsa dolce e piccante, e nel 1984 il pollo fritto conobbe ulteriore popolarità con l'arrivo nel Paese di Kentucky Fried Chicken. La sua diffusione venne ulteriormente sospinta dalla crisi finanziaria scoppiata al termine degli anni Novanta, quando coloro che avevano perso il lavoro aprirono dei ristoranti di pollo. Nel 2013 in Corea del Sud si registravano oltre ventimila locali, con un valore di mercato superiore ai 3 trilioni di won.
Secondo il National Institute of Livestock Science, nel 2018 la Corea del Sud friggeva il 32,7% del pollo che poi consumava.

## Preparazione

Pollo durante la frittura.

Il pollo fritto coreano è tipicamente "croccante, speziato, perfettamente non grasso". La carne, non condita e leggermente infarinata, viene passata nella pastella e poi fritta nell'olio a circa 180 °C in due fasi: trascorsi 10 minuti il pollo viene infatti scolato accuratamente e lasciato raffreddare per due minuti affinché la crosta non diventi troppo dorata prima che la carne sia cotta, dopodiché viene fritto per altri 10 minuti. La doppia frittura conferisce maggior croccantezza alla crosta.

## Consumo
Il pollo fritto coreano è un piatto da asporto raramente cucinato in casa ed è considerato uno snack da dopo pasto piuttosto che un pasto vero e proprio. È spesso consumato insieme alla birra, una combinazione diventata popolare nel 2010 che prende il nome di chimaek ("chi" per chicken e "maek" per maekju, "birra"). Si accompagna anche al soju e al kkakdugi (kimchi a cubetti).

## Varianti

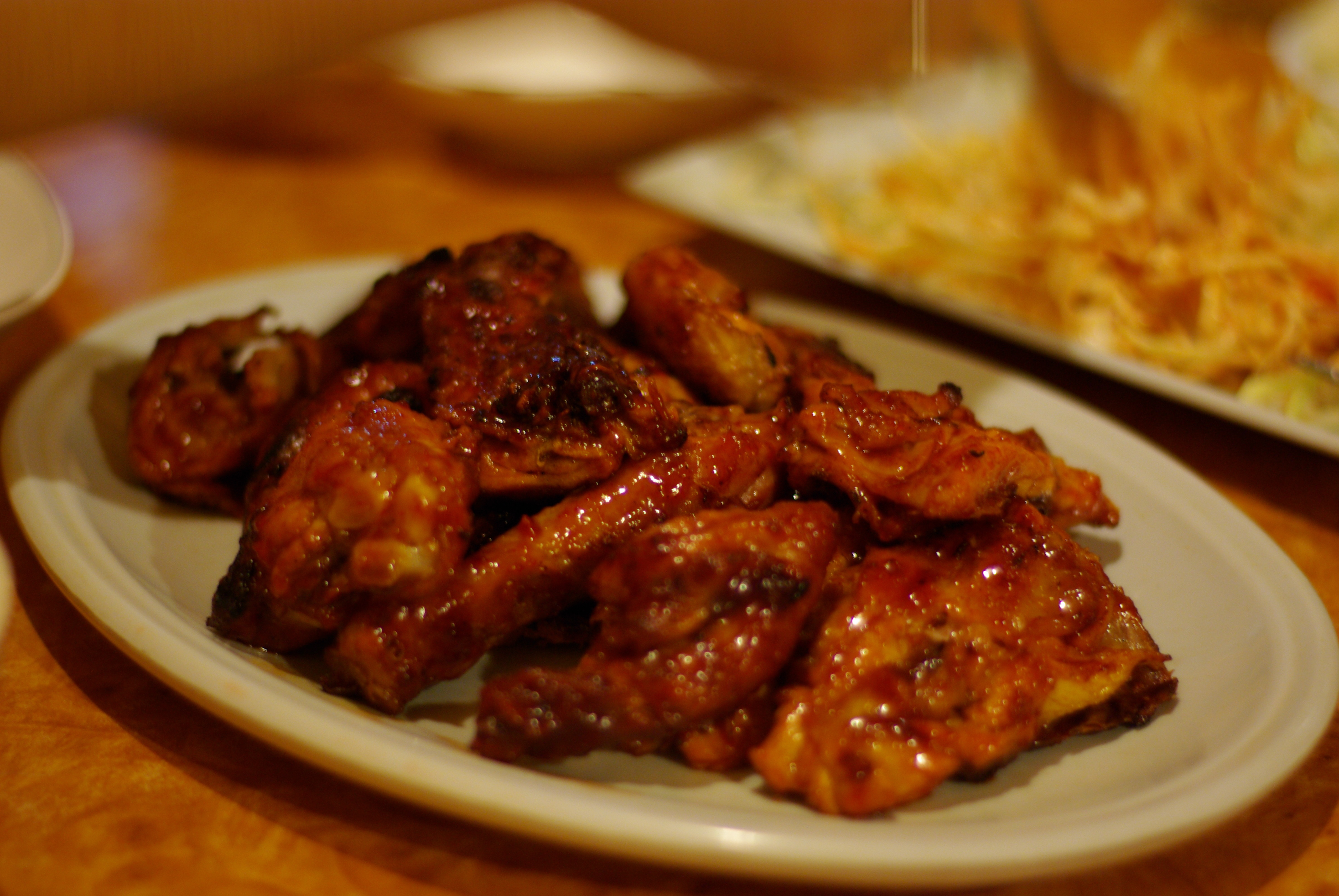
Yangnyeom chicken.

A partire dagli anni 2000, il pollo fritto coreano viene aromatizzato con diversi condimenti quali salsa barbecue, salsa piccante, cipollotti, formaggio e aglio. Durante gli anni Settanta era diffuso il tongdak (통닭?), il pollo fritto intero, mentre la variante più conosciuta all'estero è lo yangnyeom chicken (양념 치킨?), ricoperto da una salsa dolce e piccante a base di gochujang.